# Warren Smith (Perkussionist)

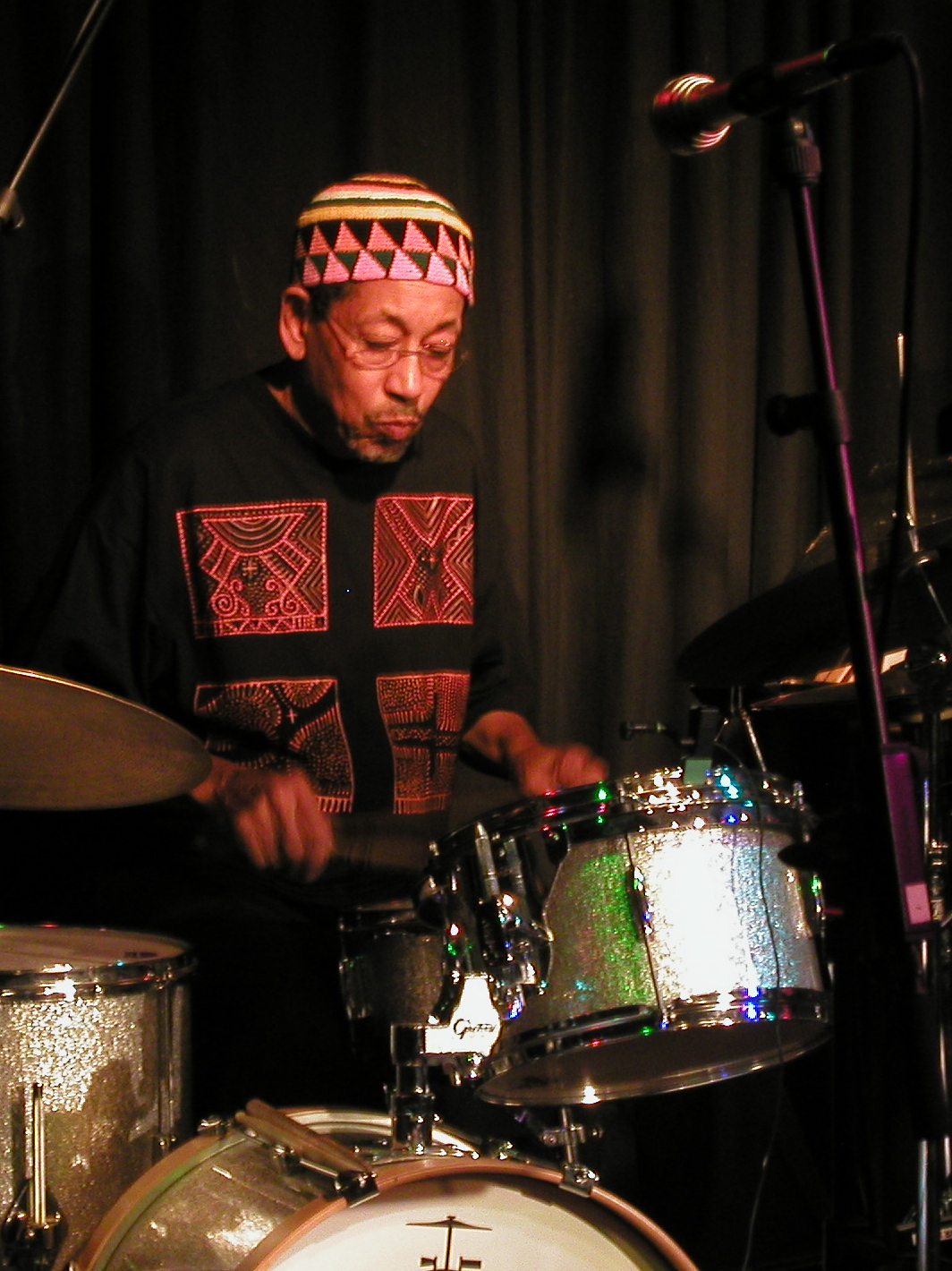
Warren Smith im November 2008

Warren Smith (* 13. Mai 1934 in Chicago, Illinois) ist ein US-amerikanischer Jazz-Perkussionist und Vibraphonist.

## Leben und Wirken
Warren Smith stammt aus einer Musikerfamilie; sein Vater spielte Saxophon und Klarinette bei Noble Sissle und Jimmy Noone, seine Mutter war eine Harfenspielerin und Pianistin. Er lernte zunächst Klarinettenspiel bei seinem Vater und studierte dann an der University of Illinois, wo er 1957 graduierte. 1958 erwarb er den Mastertitel in Perkussion an der Manhattan School of Music. 1957 arbeitete er mit Miles Davis als Vibraphonist und spielte dann 1958 in einer Broadway-Band in New York City, außerdem mit Gil Evans. 1961 war er Mitbegründer des Composers Workshop Ensemble. Anfang der 1960er Jahre arbeitete er mit Ken McIntyre und Charles Mingus (Town Hall Concert), begleitete Aretha Franklin, Nina Simone, Lloyd Price und Nat King Cole bei Plattenaufnahmen; außerdem spielte er von 1964 bis 1976 in zahlreichen Formationen mit Sam Rivers und von 1968 bis 1976 in verschiedenen Projekten von Gil Evans (Plays the Music of Jimi Hendrix & There Comes a Time).
1969 arbeitete er mit Janis Joplin, 1971 mit Tony Williams’ Formation Lifetime. Smith war auch Gründungsmitglied des Percussion-Ensembles M’Boom von Max Roach (1970). In den 1970er Jahren spielte Smith mit Andrew White, Julius Hemphill (Flat Out Jump Suite), Muhal Richard Abrams, Enrico Rava, George Russells New York Big Band, Nancy Wilson, Quincy Jones, Count Basie und Carmen McRae.
Neben der Arbeit mit Rock- und Popmusikern wirkte er an Projekten von Anthony Braxton (Four (Ensemble) Compositions, 1992), Bill Dixon (17 Musicians in Search of a Sound: Darfur), Henry Threadgill, Van Morrison und Joe Zawinul mit. Während der 1970er und 1980er Jahre betrieb Warren Smith ein Loftstudio namens Studio Wis, in dem er mit jüngeren New Yorker Musikern arbeitete, wie Wadada Leo Smith und Oliver Lake. In den 1990er Jahren spielte erneut in Broadway-Bands und trat mit Ensembles der klassischen Musik auf und mit dem Untempered Ensemble von Bill Cole auf. Er unterrichtete an öffentlichen Schulen New York Citys von 1958 bis 1968, Third Street Settlement von 1960 bis 1967, an der Adelphi University 1970–71 und an der SUNY-Old Westbury ab 1971. Zu hören ist er auch auf Joe Daleys Album The Seven Deadly Sins (2010).
Der Perkussionist Warren Smith ist nicht zu verwechseln mit dem gleichnamigen Posaunisten in der Bob-Crosby-Band.

## Auswahldiskographie
- Warren Smith and Masami Nakagawa (RCA, 1979)
- Warren Smith and Toki (RCA, 1979)
- Warren Smith and the Composer's Workshop Ensemble (Claves, 1995)
- Cats Are Stealing My - -  (Mapleshade Records, 1998)
- Natural/Cultural Forces (Engine Records, 2007)
- Joseph Daley, Warren Smith, Scott Robinson: The Tuba Trio Chronicles (2015)
- Andrew Lamb/Warren Smith/Arkadijus Gotesmanas: The Sea of Modicum (No Business, 2017)